# بآفو رووتسالاينن
بآفو رووتسالاينن (Paavo Ruotsalainen؛ لابنهلتي، 9 يوليو 1777 - نيلسيا، 27 يناير 1852) زعيم تقوي وصحووي.
لكونه الابن البكر للمزارعـَين بـسيطين حصل على الكتاب المقدس الأول مرة بسن السادسة. في وقت تأكيده كان قد أكمل قراءته ثلاث مرات. اكتسبه إعربه عن قلقه إزاء عبارات الكتاب المقدس لقب «بآفو الأحمق». لمـّا سمع عن القس ياكوب هوغمان في مدينة يوفاسكولا سار نحوها على الفور مسافة 200 كيلومتراً . وضعت هذه الزيارة أساس حياته الدينية.